# Maylandia nkhunguensis
Maylandia nkhunguensis és una espècie de peix de la família dels cíclids i de l'ordre dels perciformes.

## Etimologia
Maylandia fa referència a l'ictiòleg alemany Hans J. Mayland i nkhunguensis fa al·lusió a un dels esculls del llac Malawi on viu aquesta espècie.

## Descripció
Fa 7,3 cm de llargària màxima. Cap moderadament inclinat i amb premolars a la filera exterior de les mandíbules. Tant el mascle com la femella són de color blau clar (esvaint-se a blanc a la zona ventral), la qual cosa distingeix aquesta espècie d'altres del mateix gènere (llevat de Mylandia callainos, la qual presenta un color blau de cobalt fosc). A més, els mascles es distingeixen de Maylandia chrysomallos, Maylandia estherae i Maylandia callainos pel color groc de la base de les aletes pectorals (en oposició a l'absència d'aquest color en els mascles d'aquelles tres espècies). Les femelles són d'un color blau clar, més clares encara que les femelles de l'altra espècie del mateix gènere que són també blaves (Maylandia callainos). Es diferencia de Maylandia callainos per tindre una mandíbula inferior més curta.

## Hàbitat i distribució geogràfica
És un peix d'aigua dolça, bentopelàgic i de clima tropical (13°S-14°S), el qual viu a l'Àfrica oriental: el llac Malawi a Moçambic.

## Observacions
És inofensiu per als humans.